# Pribić Crkveni
 Pribić Crkveni  falu Horvátországban Zágráb megyében. Közigazgatásilag Krašićhoz tartozik.

## Fekvése
Zágrábtól 39 km-re délnyugatra, községközpontjától 3 km-re északra, a Kupčina bal partján fekszik.

## Története
Pribić Crkveni tulajdonképpen a történeti Pribić templomos része, ahol a plébániatemplom is áll. Pribić egyike a legősibb horvát településeknek. A zágrábi püspökség sematizmusában található egy bejegyzés, mely szerint a pribići Szent Sixtus plébániatemplomot még a horvát nemzeti királyok idejében 915-ben alapították. A falu egykori birtokosának a Pribics (Priba) családnak a nevét viseli. A Pribicsek a Podgorjei ispánság legrégibb ismert urai voltak, akiknek ezen a vidéken számos váruk és birtokuk volt, melyekben IV. Béla király 1244-ben megerősítette őket és melyeket egy 1249-es oklevél sorol fel. A plébániatemplomot 1334-ben "S. Sixtus de Pribichi" néven említi Ivan goricai főesperes a zágrábi káptalan statútumában.
A falunak 1857-ben 152, 1910-ben 286 lakosa volt. Trianon előtt Zágráb vármegye Jaskai járásához tartozott. 2001-ben 184 lakosa volt.

## Lakosság
| Lakosság változása | Lakosság változása | Lakosság változása | Lakosság változása | Lakosság változása | Lakosság változása | Lakosság változása | Lakosság változása | Lakosság változása | Lakosság változása | Lakosság változása | Lakosság változása | Lakosság változása | Lakosság változása | Lakosság változása |
| ------------------ | ------------------ | ------------------ | ------------------ | ------------------ | ------------------ | ------------------ | ------------------ | ------------------ | ------------------ | ------------------ | ------------------ | ------------------ | ------------------ | ------------------ |
| 1857               | 1869               | 1880               | 1890               | 1900               | 1910               | 1921               | 1931               | 1948               | 1953               | 1961               | 1971               | 1981               | 1991               | 2001               |
| 152                | 190                | 224                | 195                | 234                | 286                | 268                | 314                | 225                | 210                | 172                | 168                | 147                | 173                | 184                |

## Nevezetességei
Szent Sixtus tiszteletére szentelt plébániatemploma egyhajós épület sokszög záródású szentéllyel, mellék kápolnával és nyolcszög alakú harangtoronnyal. A templom, melynek elődjét már 915-ben említik, tehát több mint ezer évesnek tartanak eredetileg gótikus épület volt. 1653-ban barokk stílusban átépítették. A szentélyhez csatlakozó sekrestye, valamint az előtér a kapuzattal 1748-ban épült. A főbejárat felett az építés befejezésének éve az 1759-es évszám látható. 

## Külső hivatkozások
- Krašić hivatalos oldala
- A falu a Zsumberki közösség honlapján
- Horvátország kulturális emlékei
- A megye turisztikai egyesületének honlapja Archiválva 2012. március 11-i dátummal a Wayback Machine-ben
- E. Laszowsky: Stara hrvatska Županija Podgorska, Zagreb 1899.